# 德勒旺
德勒旺（法語：Drevant，法語發音：[dʁəvɑ̃]）是法国谢尔省的一个市镇，位于该省南部，属于圣阿芒蒙龙区。

## 地理
德勒旺（46°41'37"N, 2°31'30"E）面积4.84 平方千米，位于法国中央-卢瓦尔河谷大区谢尔省，该省份为法国中部省份，北起卢瓦雷省，西接卢瓦-谢尔省和安德尔省，南至克勒兹省，东南接阿列省，东临涅夫勒省。
与德勒旺接壤的市镇（或旧市镇、城区）包括：旧艾奈、科隆比耶、拉格鲁特、聖阿芒蒙龍、圣乔治德普瓦雪。

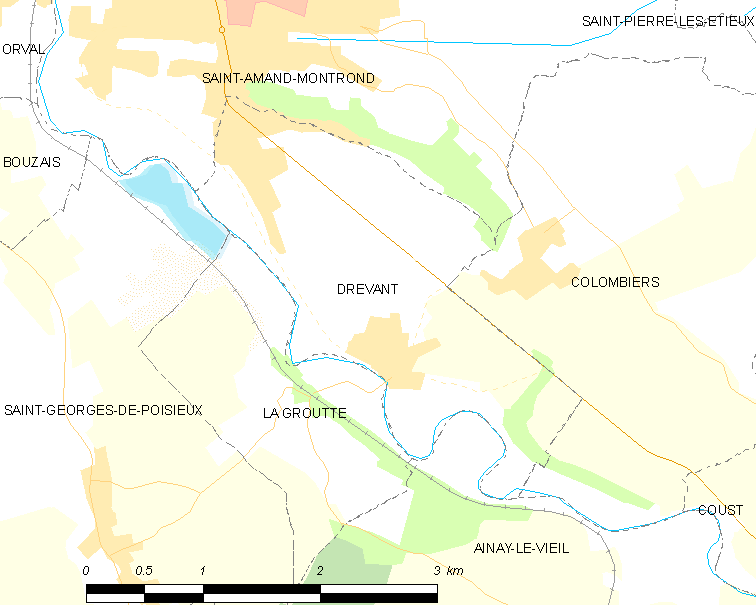
德勒旺的OSM定位图

德勒旺的时区为UTC+01:00、UTC+02:00（夏令时）。

## 行政
德勒旺的邮政编码为18200，INSEE市镇编码为18086。

## 政治
德勒旺所属的省级选区为圣阿芒蒙龙县。

## 人口

1962-2008年间德勒旺人口变化图示

德勒旺于2022年1月1日时的人口数量为551人。